# Euphronia
Euphronia là một chi thực vật hạt kín, hiện được xếp trong họ đơn chi của chính nó là Euphroniaceae thuộc bộ Sơ ri (Malpighiales).

## Phân bố
Tất cả các loài Euphronia là đặc hữu của khu vực khiên Guiana ở Nam Mỹ.

## Miêu tả
Các loài Euphronia là cây gỗ thường xanh. Lá đơn rậm lông tơ, mọc so le. Có hay không có lá kèm. Nếu có thì sớm rụng. Phiến lá nguyên.
Các hoa mọc thành cụm hoa từ hơi không cân đối tới rất không cân đối. Các hoa lưỡng tính đối xứng hai bên. Bao hoa với đài và tràng hoa phân biệt; 8; 2 vòng; bất đẳng số. Đài hoa 5; 1 vòng; không đều nhưng không có hai môi; có cựa; xếp lợp. Tràng hoa 3; 1 vòng; nhiều cánh hoa; vặn vẹo; hơi không cân đối nhưng không hai môi; màu xanh lục; từ có cựa tới không cựa (cánh hoa lớn nhất có bướu tại gốc).
Bộ nhị 3–5, hoặc 6. Các phần của bộ nhị rời với bao hoa; dính liền nhau; 2 bó chỉ nhị (các chỉ nhị của các nhị sinh sản hợp sinh tại gốc, chia tách khỏi phần nhị lép). Các bó nhị so le với các phần của tràng hoa. Bộ nhị có nhị lép. Nhị lép 1. Nhị 3–5; đẳng số với bao hoa tới gấp đôi. Bao phấn nứt theo khe nứt dọc; hướng trong.
Bộ nhụy 3 lá noãn. Các lá noãn đẳng số với bao hoa. Nhụy 3 ngăn. Bộ nhụy dạng quả tụ; thượng. Bầu nhụy 3 ngăn. Vòi nhụy 1; ở đỉnh hoặc bên. Đầu nhụy cụt. Kiểu đính noãn trụ. Noãn 2 mỗi ngăn.
Quả là dạng quả nang không dày cùi thịt; nứt. Các quả nang cắt vách (3 mảnh vỏ). Hạt không nội nhũ; có lông tơ dễ thấy. Lá mầm 2. Phôi mầm thẳng.

## Hệ thống học
Từ đồng nghĩa của Euphronia Mart. & Zucc. là: Lightia R. H. Schomb. và Lightiodendron Rauschert.. Chi Euphronia trước đây được đặt trong họ Vochysiaceae A. Saint-Hilaire (Cronquist 1981; Mabberley 1997) thuộc bộ Myrtales hay Trigoniaceae (Airy Shaw 1966; Hutchinson 1973; Takhtadjan 1997). Họ Euphroniaceae được Luis Marcano-Berti đề xuất năm 1989 và được các nghiên cứu di truyền phân tử của Litt & Chase năm 1999 xác nhận. Họ Euphroniaceae và các họ như Trigoniaceae, Dichapetalaceae, Balanopaceae và nhất là Chrysobalanaceae R.Br. có quan hệ họ hàng gần.
Trong chi Euphronia và họ Euphroniaceae chỉ có ba loài, bao gồm:
- Euphronia acuminatissima Steyerm.
- Euphronia guianensis (R.H. Schomb.) H. Hallier
- Euphronia hirtelloides Mart. (đồng nghĩa: Euphronia licanioides (Spruce ex Warm.) Hallier f., Lightia licanioides Spruce ex Warm.)